# Aventures électroniques
Ne doit pas être confondu avec Aventure Électronique.
Aventures électroniques est le quatrième album de la série Yoko Tsuno, écrite et dessinée par Roger Leloup, sorti en 1974.

## Synopsis

### Hold-up en hi-fi(avecMaurice Tillieux)
Yoko est témoin d'un braquage à la Banque Nationale. Menant sa propre enquête, elle aidera le commissaire Lebrun à démasquer les coupables. Cette histoire a été publiée dans le Journal Spirou no 1693 du 24 septembre 1970
Dans l'attente de l'accord d'un éditeur allemand sur l'ébauche du Trio de l'étrange, Charles Dupuis demande à Leloup de réaliser des histoires courtes qui mettraient en vedette le personnage le moins important du trio. Roger Leloup choisit sans hésitation Yoko. La parution d'Hold-up en hi-fi dans le no 1693 du journal Spirou reçoit un accueil enthousiaste des lecteurs, qui amène à la publication d'autres récits complets.

### L'Ange de Noël
Pour les articles homonymes, voir L'Ange de Noël (homonymie).
Yoko rencontre par hasard Annick, une petite fille déguisée en ange. Dépannant le riche industriel M. Hoserpower, elle offrira au père d'Annick un contrat de travail chez ce dernier. Cette histoire de deux pages a été publiée dans le Journal Spirou no 1706 de la veille de Noël le 24 décembre 1970.

### La Belle et la bête(avecMaurice Tillieux)
Yoko est aux prises avec Jean Lemoine, un savant fou se servant d'un "multiplicateur de force" pour commettre ses méfaits déguisé en pithécanthrope. Cette histoire a été publiée dans le Journal Spirou no 1709 du 14 janvier 1971.

### Cap 351
Procédant à des essais d'une fusée postale dans les Alpes bavaroises, Yoko réduit à néant les plans de terroristes voulant faire échouer une conférence commerciale entre les deux Allemagnes. Cette histoire a été publiée dans le Journal Spirou no 1715.
Remarque : On parle dans cet album d'une réunion entre les deux Allemagnes en vue d'accords commerciaux. La réunification allemande n'ayant eut lieu que en 1990.

### Du miel pour Yoko
Yoko et Pol découvrent des abeilles porteuses de microfilms. Celles-ci servaient à M. Karensky, un espion qui souhaitait réutiliser à son propre compte les résultats d'une expérience menée par le centre de recherches atomiques de Clévy. Les deux amis font échouer son plan. Influencée par l'intérêt de l'auteur pour l'apiculture, cette histoire a été publiée dans le Journal Spirou no 747 du 7 octobre 1971, soit dans le numéro suivant la fin de la prépublication du Trio de l'étrange bien que cette histoire courte ait été réalisée antérieurement.

### L'Araignée qui volait
Pol découvre de nuit une araignée mécanique dévalisant une bijouterie. Avec l'aide de Yoko, il découvrira les coupables. Ceux-ci séquestraient le concepteur du robot, M. Dubois, qui arrêtera les gangsters grâce à son araignée alors que ceux-ci tentaient de fuir, en se servant de Yoko comme otage. Cette histoire a été publiée dans le Journal Spirou du no 1860 au no 1864.
Cette histoire avait été initialement développée pour la série Jacky et Célestin de Peyo, mais ce projet est tombé à l'eau. Yoko n'existait pas encore, mais un personnage du même nom apparaissait dans l'histoire. Bien plus tard, Roger Leloup a réadapté ce scénario pour son héroïne.

## Personnages
Du trio :
- Yoko Tsuno
- Pol Pitron
  - Note : Vic Vidéo n'apparait pas dans cet album.

## Lieux
- Cap 351 : Sankt Anton am Arlberg

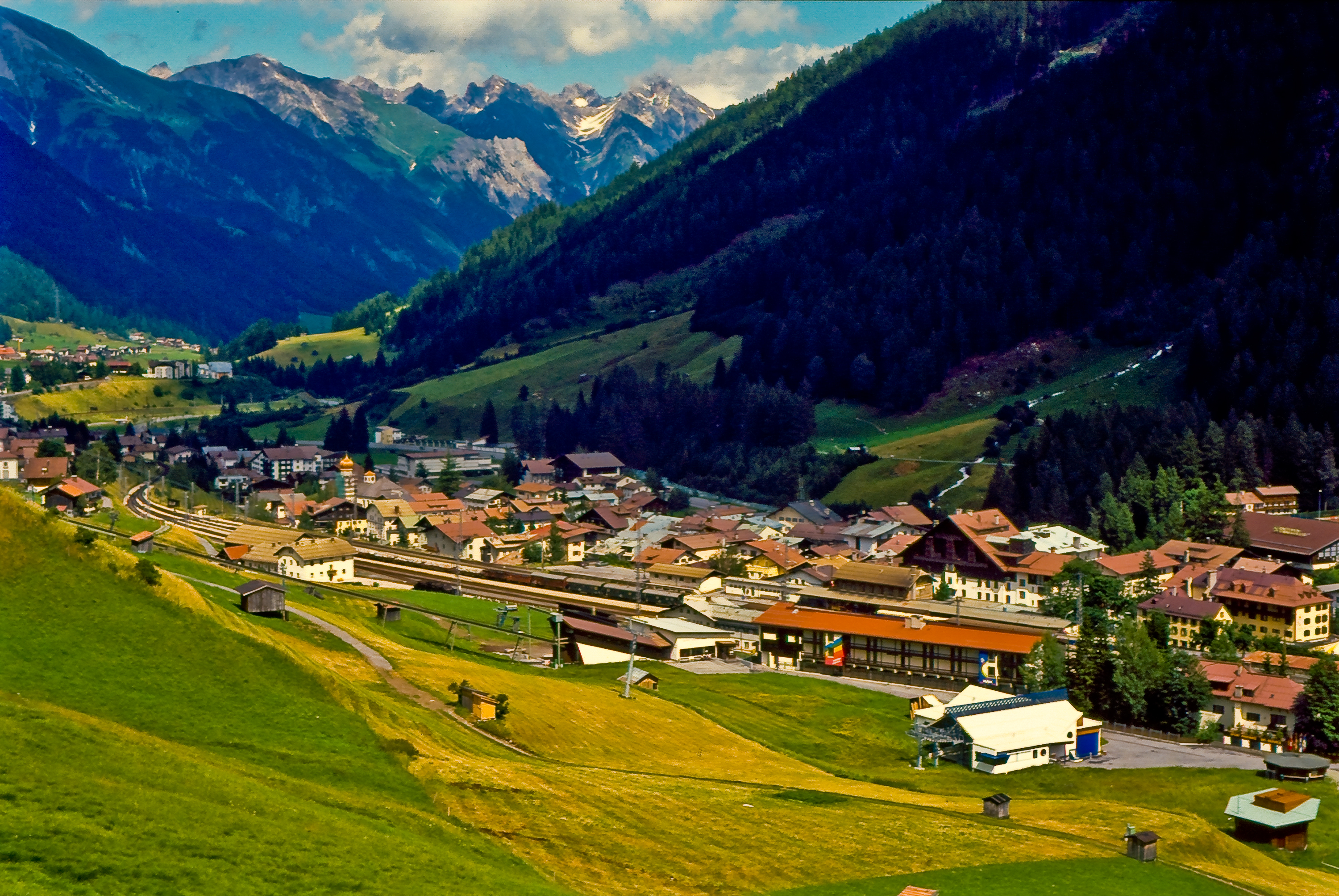
Sankt Anton am Arlberg.

- Du miel pour Yoko : Centre de recherche de Clévy (lieu fictif)

## Origine de l'album
Cet album est la réédition de plusieurs histoires courtes publiées avant la première histoire en 44 planches qui mettent en scène principalement Yoko, et ayant un rapport avec l'électronique. La couverture de l'album, réalisée plusieurs années après les histoires courtes, tranche avec le dessin des planches.
Un album regroupant ces histoires fut publié pour la première fois en 1974 chez Dupuis et connaitra diverses rééditions par la suite. En 2008, Les six histoires sont intégrées au sixième volume de l'Intégrale Yoko Tsuno, Robots d'ici et d'ailleurs,.